# Río Matyra

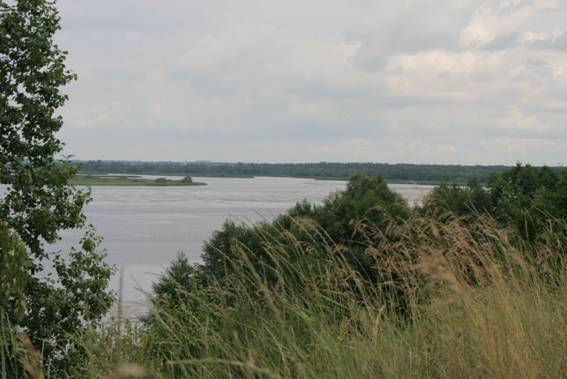
El Matyra a su paso por el raión de Tavolzhanka.

El río Matyra (en ruso: Матыра) es un río de Rusia, afluente por la izquierda del río Vorónezh, de la cuenca hidrográfica del río Don.
Atraviesa los óblast de Lípetsk y Tambov- Tiene una longitud de 180 km y drena una cuenca de 5.180 km². Es predominantemente de régimen nival. Se congela habitualmente desde noviembre - diciembre a finales de marzo o principios de abril.
La principal ciudad por la que pasa el Matyra es Griazi, en el óblast de Lípetsk.